# 賛意
| ウィキペディアには「賛意」という見出しの百科事典記事はありません（タイトルに「賛意」を含むページの一覧/「賛意」で始まるページの一覧）。 代わりにウィクショナリーのページ「賛意」が役に立つかもしれません。 |